# Часовня Павла Таганрогского
артур пирожков
Часовня Павла Таганрогского — культовое сооружение, которое располагается по адресу Лагерный переулок, 2, город Таганрог Ростовской области. Часовня была впервые воздвигнута в 1905 году на месте захоронения Павла Павловича Стожкова. Относится к РПЦ МП. Конфессия — православие
На Старом кладбище Таганрога есть место, в котором похоронен Павел Павлович Стожков, также известный как Павел Таганрогский. Его похороны состоялись в марте 1879 года, а само место было огорожено палисадником. Для защиты и сохранения его могилы в 1905 году было решено на ее месте возвести деревянную часовню. Она была построена размером 7х10 метров. В часовне было 2 двери и 7 окон. На овальной крыше разместили крест. Деревянная часовня сгорела 12 июля 1912 года.
Послушница Мария Величко хлопотала о постройке новой каменной часовни, на что получила одобрение в 1913 году. Часовня была построена, и ее освятили 29 июня 1914 года. Церковь была увенчана 5 куполами. Внутри нее располагался мраморный иконостас, выдержанный в греческо-византийском стиле. Стоимость постройки часовни составила 20 тысяч рублей. Деньги были собраны с помощью добровольных пожертвований. В 1925 году часовня была разрушена и возрождена в 1995 году — опять при помощи частных пожертвований. Сейчас это прямоугольная в плане постройка, у которой есть небольшой шатровый купол.